# Bolesław Jabłoński (elektrotechnik)

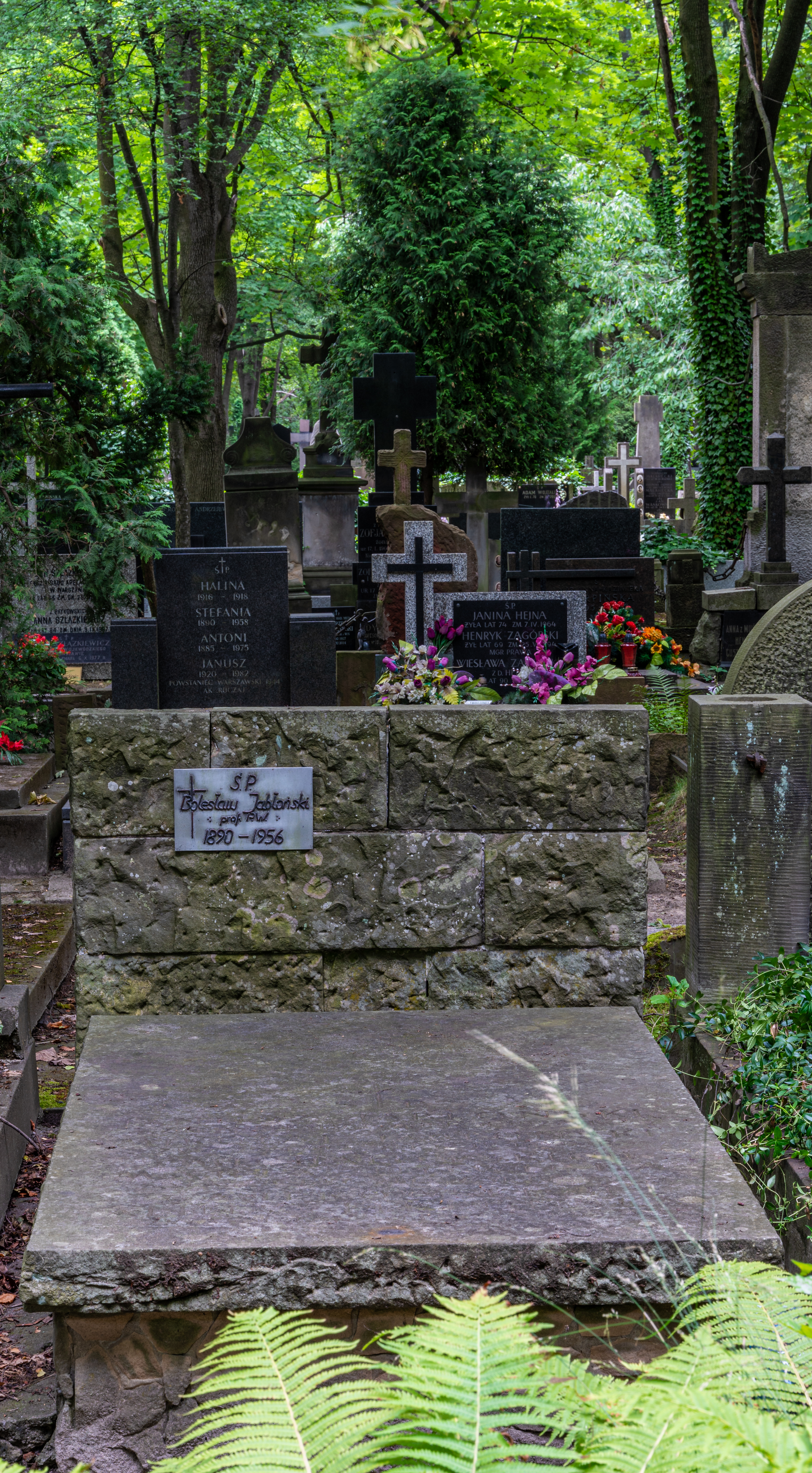
Grób Bolesława Jabłońskiego na cmentarzu Powązkowskim

Bolesław Jabłoński (ur. 16 kwietnia?/28 kwietnia 1890 w Kijowie, zm. 23 czerwca 1956) – polski elektrotechnik, profesor nadzwyczajny miernictwa elektrycznego Politechniki Warszawskiej.

## Życiorys
Odbył studia w  Instytucie Elektrotechnicznym w Nancy, uzyskując tytuł inżyniera w 1914 roku. Od roku 1915 pracował w zakładach elektrotechnicznych, elektrowniach i fabrykach urządzeń elektrycznych, początkowo w Charkowie, a od 1919 roku w Warszawie.
W 1945 roku objął stanowisko kierownika Katedry Elektrycznych Przyrządów Pomiarowych na Politechnice Warszawskiej. W 1948 roku uzyskał tytuł docenta, a w 1950 – profesora nadzwyczajnego. 
Wśród ważniejszych jego prac są:
- dział Miernictwo elektryczne w Podręczniku inżyniera elektryka (1947),
- studium Historyczny rozwój liczników elektrycznych w monografii W. Krakowskiego Liczniki elektryczne (1955),
- rozprawa O niektórych prawidłowościach rozwoju mechanizmów na przykładzie elektrycznych przyrządów pomiarowych [w:] Kwartalnik Historii Nauki i Techniki (1956).

Od 1921 roku był mężem Aliny z Michałowskich (zm. 1983), z którą miał syna Janusza (1926–1927).
Zmarł 23 czerwca 1956 roku, pochowany na cmentarzu Powązkowskim w Warszawie (kwatera 107-2-20).

## Ordery i odznaczenia
- Złoty Krzyż Zasługi (22 kwietnia 1939)[4]
- Medal 10-lecia Polski Ludowej (19 stycznia 1955)[5]